# Дімітріс Пападопулос
Дімітріс Пападопулос (грец. Δημήτρης Παπαδόπουλος, нар. 20 жовтня 1981, Гагарін, СРСР) — грецький футболіст, нападник клубу «Атромітос» та національної збірної Греції.
Чемпіон Греції. Володар Кубка Греції. Чемпіон Хорватії. У складі збірної — чемпіон Європи 2004 року.

## Клубна кар'єра
Вихованець футбольної школи клубу «Акратітос». Дорослу футбольну кар'єру розпочав 1999 року в основній команді того ж клубу, в якій провів два сезони, взявши участь у 57 матчах чемпіонату. 
Протягом 2001—2003 років захищав кольори англійського «Бернлі».
Своєю грою за останню команду привернув увагу представників тренерського штабу клубу «Панатінаїкос», до складу якого приєднався 2003 року. Відіграв за клуб з Афін наступні п'ять сезонів своєї ігрової кар'єри. Більшість часу, проведеного у складі «Панатінаїкоса», був основним гравцем атакувальної ланки команди. У складі «Панатінаїкоса» був одним з головних бомбардирів команди, маючи середню результативність на рівні 0,4 голу за гру першості. За цей час виборов титул чемпіона Греції.
Згодом з 2009 по 2013 рік грав у складі команд клубів «Лечче», «Динамо» (Загреб), «Сельта Віго», «Левадіакос» та «Пантракікос». Протягом цих років додав до переліку своїх трофеїв титул чемпіона Хорватії.
До складу клубу «Атромітос» приєднався 2013 року. Відтоді встиг відіграти за афінський клуб 33 матчі в національному чемпіонаті.

## Виступи за збірні
Протягом 2000–2002 років  залучався до складу молодіжної збірної Греції. На молодіжному рівні зіграв у 23 офіційних матчах, забив 11 голів.
2002 року дебютував в офіційних матчах у складі національної збірної Греції. Наразі провів у формі головної команди країни 23 матчі, забивши 2 голи.
У складі збірної був учасником чемпіонату Європи 2004 року в Португалії, на якому греки сенсаційно стали найсильнішою збірною континенту, а також розіграшу Кубка конфедерацій 2005 року у Німеччині.

## Титули і досягнення

### Командні
- Чемпіон Греції (1):

«Панатінаїкос»:  2003–04
- Володар Кубка Греції (1):

«Панатінаїкос»:  2003–04
- Чемпіон Хорватії (1):

«Динамо» (Загреб):  2009–10
- Чемпіон Європи (1):

2004

### Особисті
- Найкращий грецький футболіст чемпіонату Греції (2):

2004, 2013